# Anthropologie corporelle
L’anthropologie corporelle au sens large est l’étude des agencements corporels humains à la lumière des sciences de l’homme. Elle trouve ses racines historiques dans l’anthropologie culturelle et la sociologie du corps.

## Anthropologie corporelle expérimentale
L’anthropologie corporelle expérimentale s’est développée vers 1985 autour de l’Institut International d’Anthropologie Corporelle franco-germano-danois.
Des chercheurs français en éducation (Barreau/Morne 1984) furent à l’origine de cette initiative orientée vers différents domaines de recherche qui d’ordinaire restent séparés les uns des autres en tant que disciplines académiques, telles: Histoire, Sociologie de la culture, Ethnologie, Anthropologie culturelle, Psychologie sociale, Sciences appliquées au sport, Études de la danse, Pédagogie. L’Anthropologie Corporelle s’entend d’abord comme une théorie critique qui se démarque des élaborations techno-fonctionnelles du corps et de la réduction de savoirs corporels à ce qu’en livrent les connaissances de l’évaluation scientiste.
L’anthropologie corporelle expérimentale associe les impulsions du situationnisme français, à la sociologie de Pierre Bourdieu ainsi que la théorie critique de l’École de Francfort avec les travaux danois ayant trait à la culture corporelle (Body Culture Studies).
L’anthropologie corporelle expérimentale contribuant à l’apprentissage interculturel, l’OFAJ (Office franco-allemand de la jeunesse) en finança les sessions expérimentales.
Pendant des années,  Jean-Jacques Barreau, Knut Dietrich, Horst Ehni, Henning Eichberg, Jørn Hansen, Jørn Møller, Søren Nagbøl, Niels Kayser Nielsen, Jørgen Povlsen et Kirsten Roessler entre autres se sont impliqués dans l’IIAC.
En outre, John Bale, Jennifer Hargreaves, Jacques Defrance, Guy Jaouen et David Le Breton y ont plus tard apporté leurs contributions.

## Terrains de recherche
Le travail de recherche de l’Institut s’est orienté principalement selon trois axes:
- les jeux traditionnels, les styles de fêtes et de danse
- le sport dans le procès de modernisation de la société
- les cultures de mouvement post-sportif, leur diversité et leurs aspects contradictoires.

Pour l’Institut International d'Anthropologie Corporelle, les contenus d’une anthropologie corporelle ne devaient pas seulement être traités d’un point de vue académique, mais s’efforcer de trouver des formes d’expérimentation. Aux fins d’engager un apprentissage interculturel, une pratique de la rencontre devait créer des événements faisant l’objet d’une  analyse critique.
Dans ce cas, la configuration de l’événement se donnait mieux à voir lors d’une rencontre liée à la pratique d’une activité - jeu, danse, voyage, festivités- qui n’excluait ni le conflit ni l’implication émotionnelle, qui y était reliée.

## Séminaires IIAC
Des universitaires, des chercheurs et des étudiants principalement originaires des universités de Rennes 2, Hambourg et Odense, participèrent aux séminaires expérimentaux de l’IIAC. Ceux-ci se déroulèrent en 1987 à Poul Fetan en Bretagne, en 1988 à l’académie populaire du sport de Gerlev, au Danemark, en 1989 à Turin et dans le Val D’Aoste (Italie), en 1989 et 1990 à Saggrian dans la région de Hanovre (RFA), en 1991 à Fønsborg au Danemark, en 1992 à Belle-Île en Bretagne, en 1994 à Coat Ermit (Bretagne) et en 1995 à Berlin.
Plus tard il y eut des sessions dans un style plus nettement académique à Hambourg (2000) et Copenhague (2001 et 2002).
En outre, d’autres sessions concernant les jeux traditionnels de Bretagne et de différentes régions se tinrent sous l’égide de l’IIAC. Elles se déroulèrent en divers lieux de Bretagne dans le cadre des festivals de jeux régionaux, le tout en coopération avec la Confédération des sports et jeux traditionnels de la Bretagne (FALSAB) et l’Institut Culturel de Bretagne.

## Publications
- Barreau, Jean-Jacques & Jean-Jacques Morne 1984: Sport, expérience corporelle et science de l’homme. Éléments d’épistémologie et anthropologie des activités physiques et sportives. Paris: Vigot.
- Barreau, Jean-Jacques & Guy Jaouen 1991 (eds.): Éclipse et renaissance des jeux populaires. Des traditions aux régions de l’Europe de demain. Rennes: Institut Culturel de Bretagne, 2e édition. Karaez: FALSAB 1998.
- Barreau, Jean-Jacques & Guy Jaouen 2001 (eds.): Les jeux traditionnels en Europe. Éducation, culture et société au 21e siècle / Los juegos tradicionales en Europa. Educación, cultura y sociedad en el siglo 21. Plonéour Ronarc’h: FALSAB.
- Dietrich, Knut & Henning Eichberg 1993 (Hrsg.): Körpersprache – Über Identität und Konflikt. Frankfurt/Main: Afra.
- Dietrich, Knut 2000 (Hrsg.): Inszenierungsformen des Jugendsports in den Metropolen Europas. Hamburg: Fachbereich Sportwissenschaft der Universität Hamburg.
- Dietrich, Knut 2001 (ed.): How Societies Create Movement Culture and Sport. Copenhagen: Institute of Exercise and Sport Sciences. University of Copenhagen.
- Dietrich, Knut 2002 (ed.): Socialisation and the Social Change in Movement Culture and Sport. Copenhagen: Institute of Exercise and Sport Sciences, University of Copenhagen.
- Dietrich, Knut, Horst Ehni, Henning Eichberg & Søren Nagbøl 2013: Erkunden und Spielen – lehren, fördern, lassen. Kindliches Bewegen pädagogisch verstehen. Hohengehren: Schneider.
- Eichberg, Henning & Jørn Hansen 1989 (Hrsg.): Körperkulturen und Identität. Versuche einer alternativen Aufmerksamkeit. Münster: Lit.
- Eichberg, Henning & Jørn Hansen 1996 (Hrsg.): Bewegungsräume. Körperanthropologische Beiträge. Butzbach-Griedel: Afra.
- Guibert, Joël & Guy Jaouen 2005 (eds.): Jeux traditionnels. Quels loisirs sportifs pour la société de demain? Vannes: Institut Culturel de Bretagne.
- Nagbøl, Søren 1994: “Helgoland on Amager.” In: International Review for the Sociology of Sport, 29, 1: 85-98.
- Nagbøl, Søren & John Bale 1994: A View of English Football: Sport and Sense of Place. Jyväskylä: University of Jyväskylä.
- Risse, Heinz 1991: Sociologie du sport. Ed. Jean-Jacques Barreau & Henning Eichberg (= Collection Cultures Corporelles. 2) Rennes: Presses de l'Université Rennes II.

## Littérature
- Eichberg, Henning 1992: Institut International d'Anthropologie Corporelle. Die Arbeit eines Forschernetzwerks. Institut für Sport/Universität Odense.
- Dietrich, Knut, Horst Ehni, Henning Eichberg & Søren Nagbøl 2013: Erkunden und Spielen – lehren, fördern, lassen. Hohengehren: Schneider, p.164-171.